# Формирование Португалии
Формирование Португалии (порт. Independência de Portugal) — период образования независимого Португальского государства (1112—1279 годы).
Возникновение Португалии как отдельного государства связано с христианской Реконкистой Иберийского полуострова. Создание графства Португалия и особенно последующая независимость в качестве Королевства Португалия и его последующее расширение — это процесс, который имел несколько этапов и ключевых дат: 1139 год битва при Оурике, 1140 год граф Афонсу Энрикеш начал использовать титул короля португальцев, и, наконец, 5 октября 1143 года Афонсу Энрикеш подписал со своим двоюродным братом Альфонсо VII Леонским и Кастильским договор в Саморе, который признавал суверенитет Португалии.
Независимость Португалии была окончательно предоставлена папой Александром III 23 мая 1179 года папской буллой Manifestis Probatum. Королевство Португалия просуществовало до 5 октября 1910 года.

## Графство Португалия
В конце XI века рыцари-крестоносцы явились со всех концов Европы, чтоб помочь королям северной и центральной Испании в изгнании мавров. Среди этих искателей приключений был граф Генрих (Энрике) Бургундский, целеустремлённый воин, который в 1095 году женился на Терезе, побочной дочери леонского короля Альфонсо VI.
Графство Португалия, уже отвоеванное у мавров (1055—1064 годы), входило в приданое Терезы. Граф Генрих правил как вассал Альфонсо VI, чьи приграничные галисийские территории были, таким образом, защищены от любого внезапного набега мавров. В 1109 году Альфонсо VI умер, оставив все свои территории в наследство законной дочери Урраке, и Граф Генрих тут же вторгся в Леон, рассчитывая расширить свои владения за счёт сюзерена.
После трёхлетней войны против Урраки и других претендентов на трон Леона граф Генрих сам умирает в 1112 году. Он оставляет Терезе править Португалией севернее Мондего до совершеннолетия её сына Афонсу Энрикеша: к югу от Мондего по-прежнему владычествуют мавры.
Тереза возобновила борьбу против своей сводной сестры и сюзерена Урраки в 1116—1117 годах, и вновь в 1120 году; в 1121 году она была осаждена в Ланьозо и взята в плен. Однако, архиепископы Сантьяго ди Компостела, Дього Гелмиреш и браганский, Бурдину, установили перемирие путём переговоров. Эти церковные деятели обладали богатствами и военными ресурсами, позволявшими им диктовать условия. Между прелатами было неистребимое соперничество, каждый претендовал на то, чтобы быть «Примусом всех Испаний», и этот антагонизм сыграл важную историческую роль, поскольку разжигал в Португалии сепаратистские настроения. Но ссора между ними была временно отложена, поскольку оба, и Гелмиреш, и Бурдину, имели причины бояться расширения влияния Урраки. Было устроено так, что Тереза была освобождена и продолжала управлять Португалией как феодальным поместьем Леона.
В последующие пять лет она стала осыпать богатствами и титулами своего фаворита Фернанду Переша, графа Трава, удалив в этой связи своего сына Афонсу, архиепископа Браги и верховную знать, большую часть которой составляли иностранцы-крестоносцы.
В 1128 году, когда её могущество было подорвано в очередном безуспешном конфликте с Леоном и Кастилией, она была низложена собственными мятежными подданными и изгнана вместе с Перешем. Умерла Тереза в 1130 году.

## Правление Афонсу I

Иберийский полуостров в 1150 г.

Афонсу Энрикеш, ставший графом Португалии в 1128 году, был одним из воинов — героев средневековых преданий. Его подвиги воспевали трубадуры по всей юго-западной Европе, и даже в Африке «Ибн Эррик», то есть «Сын Энрике», был устрашающей фигурой. Летописи его правления загромождены массой легенд, среди которых надо упомянуть об ассамблее Кортесов в Ламегу в 1143 году, и, вероятно, также описании Вальдевезского рыцарского турнира, в котором Португальские рыцари сразили чемпионов Кастилии и Леона.
Афонсу был занят в практически непрерывно продолжавшихся приграничных конфликтах со своими христианскими и мавританскими соседями. Двенадцать лет кампаний на галисийской границе завершились к 1143 году миром, заключённом в Саморе, по которому Афонсу был признан как независимый от всех испанских королевств владыка, хотя обещал быть преданным вассалом папы и платить ему ежегодную дань в 4 унции золота.
Также он одержал много побед над маврами. В начале его правления религиозный пыл, исполнявший мавританскую династию Алморавидов, быстро шёл на убыль. В Португалии независимые мавританские правители управляли своими городами и мелкими государствами, игнорируя центральное правительство; в Африке Альмохады уничтожали остатки Алморавидского могущества. Афонсу воспользовался этими разногласиями и направил в Алентежу войска, усиленные Тамплиерами и Госпитальерами, чьи центральные командорства были, соответственно, в Суре и Томаре.

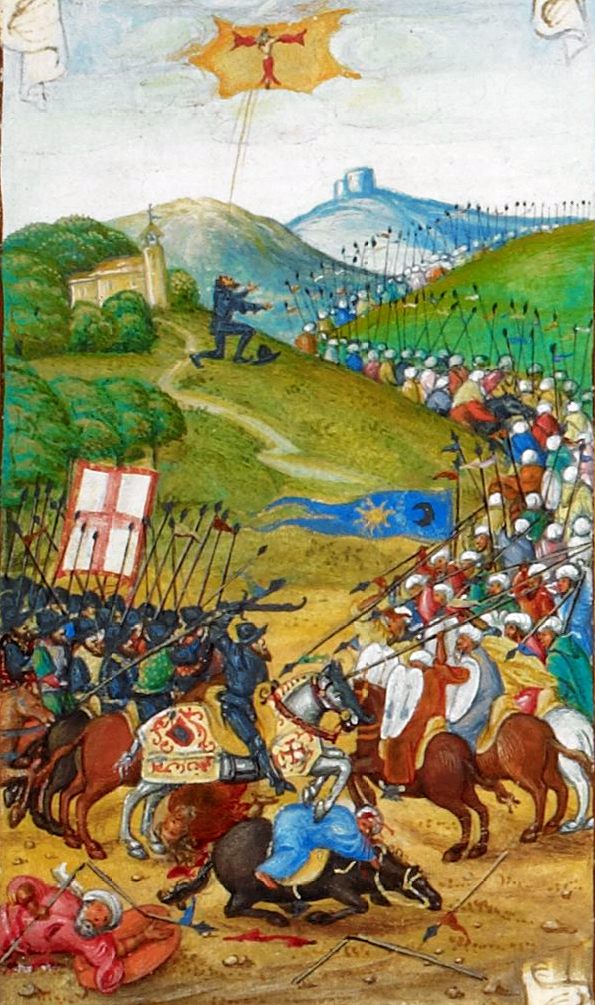
Битва при Оурике

25 июля 1139 года он одерживает победу над объединёнными силами мавров на равнинах Оурики в Алентежу. Легенда, преувеличившая значительность этой победы, гласит о бегстве 200 тысяч мусульман под предводительством пяти королей, но битва была далека от решающей, поскольку в 1140 году мавры осаждают Лейрию, построенную Афонсу в 1135 году как аванпост для защиты Коимбры, своей столицы. Затем они одерживают победу над Тамплиерами в Суре. Но 15 марта 1147 года Афонсу штурмует крепость Сантарен, и примерно в то же время отряд крестоносцев высаживается в Опорто на пути к Палестине и оказывает добровольную помощь в готовящейся осаде Лиссабона. Среди них было множество англичан, германцев, фламандцев, которые затем должны были остаться в Португалии. С помощью таких могущественных союзников Афонсу захватил Лиссабон 25 октября 1147 года.
Это было величайшим военным достижением его правления. Мавританские гарнизоны в Палмелле, Синтре и Алмаде вскоре капитулировали, и в 1158 году Алкасер до Сал, один из главных центров мавританской торговли, был взят штурмом. К тому времени, однако, Альмохады одержали верх в Африке и вторглись на полуостров, сумев сдержать Португальскую Реконкисту.
В 1167 году Афонсу возобновил войну с христианскими правителями. Афонсу преуспел в завоевании части Галисии, но при попытке взятия приграничного форта Бадахос он был ранен и пленён Фердинандом II Леонским (1169 год). Фердинанд был его зятем и был, вероятно, склонен к снисхождению в свете угрозы мавританского нападения, в случае которого помощь Португалии оказалась бы как нельзя кстати. Афонсу был в этой связи освобождён под обещание оставить все завоеванное им в Галисии.
В 1171 году Афонсу заключил семилетнее перемирие с маврами: ослабленный раной и годами, он больше не мог сражаться с той же энергией, и когда война разразилась вновь, он направил командовать войсками своего сына Саншу. Между 1179 и 1184 годами мавры вернули многое из потерянного в Алентежу, но не смогли отвоевать Сантарен и Лиссабон. Афонсу умер 6 декабря 1185 года.
Он обеспечил Португалии статус, хотя и не славу независимого королевства, и расширил его границы от Мондего до Тагуса (Тежу). Он явился основателем её флота и упрочил, если не сказать — создал, систему взаимодействия между короной и военными монашескими орденами, которая принесла впоследствии нации неоценимую пользу в развитии её мореплавания и колонизации.

## Правление Саншу I

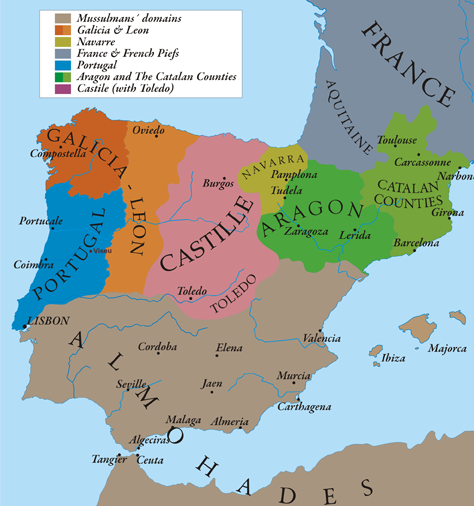
Иберийский полуостров в 1210 году

Саншу I продолжил войну против мавров с переменным успехом. В 1189 году он завоевывает Силвеш, в то время столицу Алгарве; в 1192 году он теряет не только Алгарве, но даже большую часть Алентежу, включая Алкасер до Сал.
Затем заключён мир, и в последующие шесть лет Саншу вовлечён в борьбу с Альфонсо IX Леонским. И мотивы, и ход этой неразрешимой борьбы одинаково неясны. Конфликт заканчивается в 1201 году, и в последнее десятилетие своего правления Саншу проводит мирные реформы, благодаря которым и получает своё историческое прозвище «Заселителя» (порт. o Povoador), создателя городов.
Он возобновляет хартии прав для многих городов, легализуя систему самоуправления, доставшуюся ещё вестготам в наследство от римлян и затем доработанную и поддерживаемую маврами. Лиссабон к тому времени уже получил хартию прав от Афонсу I (1179 год).
Саншу также старался стимулировать приток населения и сельское хозяйство, передавая землевладения военным монашеским орденам на условиях обязательного возделывания этих земель или создания поселений. К концу его правления он был вовлечён в дискуссию с Папой Иннокентием III. Он настаивал на том, что священники должны сопровождать свою паству в сражении, установил для них подсудность светской юрисдикции, приостановил выплату дани, причитающейся Риму, и даже провозгласил право отзыва церковных землевладений. Наконец, он поссорился с Мартиньо Родригешем, непопулярным епископом Опорто, который был осаждён в своём дворце в течение пяти месяцев и затем вынужден был искать защиты у Рима (1209 год).
Поскольку Саншу был слаб здоровьем и не имел возможности сопротивляться папскому давлению, он отрекся от престола (1210 год), и после передачи обширных владений своим сыновьям и дочерям ушёл в монастырь Алкобаса, где и умер в 1211 году.

## Правление Афонсу II
Правление Афонсу II («Толстяка») примечательно первым собранием Португальских Кортесов, в число которых входило верховное духовенство и знать (Hidalgos e ricos homens), созываемых по королевскому предписанию. Король Афонсу II (1211—1223 годы) не был воином, но в 1212 году португальский контингент помог кастильцам нанести поражение маврам в Лас Навас де Толоза, а в 1217 году министры, епископы и капитаны королевства, усиленные иностранными крестоносцами, вновь взяли Алкасер до Сал.
Афонсу II нарушил завещание своего отца и отказался передать часть земель своим братьям, которые отправились в изгнание, наследство получили лишь сестры после продолжительной гражданской войны, в которой Альфонсо IX Леонский принял участие на их стороне. И даже после этого он вынудил наследниц постричься в монахини. Его попытки усилить монархию и наполнить казну за счёт Церкви привели к его отлучению от церкви Папой Гонорием III и запрету Португалии вплоть до его смерти в 1223 году.

## Правление Саншу II
Саншу II вступил на престол в возрасте тринадцати лет. Чтобы снять упомянутый запрет, все государственные лидеры, ассоциируемые с его отцом: Гонсало Мендеш — советник, Педру Аннеш — казначей (mordomo-mor) и Висенте, декан Лиссабона — вышли в отставку. Эштевао Соареш, архиепископ Браги, стал во главе знати и духовенства в период несовершеннолетия Саншу II и, вступив в альянс с Альфонсо IX, организовал атаку португальцев на Элваш, а испанцев на Бадахос.
Элваш был взят у мавров в 1226 году, а в 1227 году Саншу начал полноценно управлять королевством. Он восстановил Педру Аннеша, Висенте сделал советником, а Мартина Аннеша назначил верховным знаменосцем (alferes mor).
Он продолжил крестовый поход против мавров, которые были выдворены из своих последних оплотов в Алентежу и в 1239—1244 годах, после длительного диспута с Римом, который вновь окончился вменением дани, запретом и низложением Португальского правителя, он одержал много побед в Алгарве. Но его карьера завоевателя была прервана революцией (1245 год), причиной которой послужила его женитьба на кастильской леди, Донне Месии Лопес де Харо.
Законность союза оспаривалась по причинам, которые трудно назвать убедительными, но непопулярность его была несомненной. Епископы, негодовавшие по поводу благосклонности, проявленной Саншу по отношению к антиклерикальным министрам его отца, не упустили случай организовать мятеж. Они нашли лидера в лице брата Саншу, Афонсу, Графа Булонского, приобретшего этот титул в результате женитьбы на Матильде, графине Булонской. Папа издал буллу о передаче короны в пользу Афонсу, который прибыл в Лиссабон в 1246 году, и после гражданской войны, которая длилась два года, Саншу II удалился в Толедо, где вскоре и умер в январе 1248 года.

## Правление Афонсу III
Одним из первых и важнейших действий захватчика было избавление от полуцерковных титулов «контролёра» (visitador) и «защитника» (curador) и провозглашение себя королём (rei). До этого момента положение монархии было непрочным, как и в Арагоне, знать и духовенство имели значительную власть над своим номинальным правителем, и, хотя было бы педантизмом преувеличивать значение королевского титула, его получение Афонсу III характеризует важный этап в эволюции национальной монархии и централизованного правления.
Второй этап был пройден вскоре после этого с завоеванием Алгарве, последнего остававшегося оплота мавров. Это обрушило на Португалию гнев Альфонсо X Кастильского, по прозвищу «Мудрый», который объявил себя сюзереном Алгарве. Война, последовавшая вслед за этим, закончилась согласием Афонсу III жениться на Донне Беатрис ди Гузман, незаконнорождённой дочери Альфонсо X, и объявлением Алгарве феодальным поместьем Кастилии. Празднование этой свадьбы, в то время как Матильда, Графиня Булонская, была ещё жива, опять навлекло запрет на королевство.
В 1254 году Афонсу III созывает кортесы в Лейрии, причём в ассамблее представлены все важнейшие города, знать и духовенство.
Вдохновлённый поддержкой кортесов, король отказывается подчиниться Риму. На кортесах в Коимбре (1261 год) он ещё более упрочивает свои позиции, расположив к себе представителей городов, обвинявших его в выпуске монет пониженного качества, и признав, что новые налоги не могут вводиться без согласия кортесов. Духовенство страдало гораздо более, чем светская власть, от продолжительного отлучения от Церкви, а потому в 1262 году Папой Урбаном VI спорный брак был, наконец, объявлен законным, и Дон Диниш, старший сын короля, был объявлен законным наследником престола. Таким образом завершился спор о превосходстве между Церковью и Короной.
Монархия своим успехом и утверждением национальных интересов была обязана поддержке городов и военных орденов, а также престижу, завоеванному королевской армией в мавританских и кастильских войнах. В 1263 году Альфонсо X отозвал свои претензии на сюзеренство над Алгарве, и королевство Португалия утвердилось таким образом в нынешних европейских границах и достигло полной независимости. Лиссабон всегда впоследствии являлся столицей государства.
Афонсу III продолжал правление до самой своей смерти в 1279 году, но мир его последних лет был нарушен восстанием (1277—1279) его наследника, Дона Диниша.